# Fizir FN
Fizir FN je školski avion dvokrilac s dva sjedala poznatog konstruktora inženjera Rudolfa Fizira. Prvi prototip aviona Fizir FN (Fizir nastavni) projektiran je i izrađen 1929. godine u njegovoj "majstorskoj radionici" u Petrovaradinu.

## Razvoj
Prva tri aviona Fizir Fn izrađena su u Tvornici aviona Zmaj za potrebe aerokluba. Zbog odličnih letnih karakteristika tadašnja Komanda zrakoplovstva je odlučila zamijeniti sve školske avione koji su se do tada nalazili u uporabi. Od 1931. godine kada je Zmaj proizveo i isporučio prvu seriju od 20 Fizira FN s motorom Valter i 10 s rednim motorom Mercedes od 120KS do 1939. godine, u tvornicama Rogožarski i Zmaj proizvedeno je 170 Fizira FN.  1940. godine tvornica Albatros u Srijemskoj Mitrovici izradila je još 20 aviona ovog tipa. Prije Drugog svjetskog rata je za tadašnje Mornaričko zrakoplovstvo izrađeno četiri hidroaviona Fizira FN s pojačanim motorima Valter Mars od 145KS. Posljednjih 10 aviona Fizir FN izrađeno je od 1943. godine u Zmaju za potrebe Zrakoplovstva NDH, koji su poslije predati na upotrebu Zrakoplovnom savezu Jugoslavije.

## Dizajn
Avion je bio mjеšоvitе kоnstrukciје, izrađen od drveta i plаtna, s nеuvlаčivim klаsičnim podvozjem. Umjesto repnog kotača imao je drljču.

## Tehničke karakteristike
Izvori podataka: Muzej JRZ
Osnovne karakteristike
- dužina: 8,1 m
- raspon krila: 10,8 m
- površina krila: 26,6 m2

Letne karakteristike
- najveća brzina: 153 km/h
- dolet: 400 km
- najveća visina leta: 7.000 m
- motor: 1 x Walter NZR radialni motor
  - propeler: dvokraki, drveni, nepromjenjivog koraka